# Salvatore Carcano
Salvatore Carcano (Bobbiate, 11 ottobre 1827 – Torino, 1903) è stato un inventore italiano, progettista del sistema di otturazione del fucile Carcano Mod. 91.

## Biografia
Figlio di Maria Cattaneo e Carlo Carcano diventò orfano di padre all'età di 10 anni, cosa che lo costrinse a lavorare interrompendo gli studi. Dopo aver combattuto nella prima guerra di indipendenza come artigliere, si trasferì in Piemonte. A Torino venne arruolato come armaiolo nel Corpo Reale di Artiglieria ove in poco tempo fu nominato Artista.
Congedato, entrò nel 1852 come operaio nella Fabbrica Reale di Torino e iniziò la sua carriera come inventore. Progettò e costruì macchine per la lavorazione delle canne, delle baionette e di altre armi. Cavour medesimo gli commissionò la preparazione delle armi per le truppe da inviare in Crimea.
Nel 1858 conseguì una medaglia e un diploma d'onore all'Esposizione Nazionale di Torino. Nel 1863 fu inviato in missione all'estero per collaudare macchine per la fabbricazione delle canne in acciaio. Dopo aver progettato un tipo di Otturatore ad ago si dedicò a altri brevetti adottati anche su armi straniere.
Nel 1868 progetta e trasforma a retrocarica il modello del Carcano Mod. 60, calibro 17,4, gittata massima metri 630, con cilindro girevole e scorrevole con all'interno il meccanismo di percussione e sicurezza, denominato Carcano Mod. 67. Nel complesso delle parti dell'otturatore differisce di poco dai sistemi consimili dell'epoca, ma ha il vantaggio di essere semplice e di avere un sistema di sicurezza a tubetto con dente a nasello.
Nel 1879 venne promosso capotecnico principale di prima classe della Fabbrica Reale. Infine lavorò sul fucile d'ordinanza, il Carcano modello 91. Diede anche il nome a una mitragliatrice a due canne da lui ideata.

## Curiosità
La  cartuccia che porta il suo nome è di carta. Nel fondello dalla parte interna vi è un robusto disco di caucciù o di latta, leggermente ricurvo all'orlo. Sopra di questo vi è la carica e su di essa, l'innesco di polverino fulminante compresso nella carta. Il proiettile copre l'innesco, e la cartuccia è chiusa sopra di esso. L'ago del percussore attraversa completamente l'innesco, ed apre il passaggio ai gas dell'esplosione fino alla cavità del proiettile, per produrne l'espansione ed il forzamento nell'anima della canna.